# Tribalus maroccanus
Tribalus maroccanus är en skalbaggsart som beskrevs av Olexa 1980. Tribalus maroccanus ingår i släktet Tribalus och familjen stumpbaggar. Inga underarter finns listade i Catalogue of Life.